# Austin Cambridge
Austin Cambridge (моделі А40, А50, А55 та А60) — сімейство автомобілів, що виготовлялось британським автовиробником Austin Motor Company у 1954—1971 рр.
Стало заміною моделі А40 Somerset, що виготовлялась у 1952—1954 рр. Від попередника Cambridge відрізнявся новим тримальним (несучим) кузовом, модернізованим двигуном.
Моделі А40, А50, А55 (ранні) мали традиційний округлий кузов, а А55 (пізні) та А60 кузова від Пінінфаріни.
Індекс А40 повторно використовувався на автомобілях меншого класу Austin A40 Farina у 1958—1967 рр, а назва Cambridge використовувалась як назва кузова на довоєнних Austin 10.
Спочатку Austin Cambridge виконувався як 4-місний 4-дверний седан, хоча й існували передсерійні 2-дверні моделі.
Свого часу автомобіль мав прогресивний дизайн з вбудованими крилами, широкою решіткою.
Підвіска передніх коліс була незалежною пружинною з подвійними поперечними важелями, задніх — залежною й мала стабілізатор.
Фургон (представлений у листопаді 1956 р.) та пікап (представлений у травні 1957 р.) залишались у виробництві до 1974 р. — три роки після припинення виробництва базових легковиків.

## A40 Cambridge
Austin Cambridge комплектувався рядним 4-циліндровим верхньоклапанним двигуном (1,2 л) виконаним на базі двигуна попередника. Однак по запчастинах між ними уніфікація була мала.
Агрегат потужністю 42 к.с. (31 кВт) з'єднувався з 4-східчастою коробкою передач з важелем перемикання на кермовій колонці.
Автомобіль планувався як дво- та чотиридверний седан, однак дводверна версія не дійшла до серійного виробництва.
Було виготовлено всього 30666 авт. A40 Cambridge. Після раннього зникнення А40 Cambridge у 1957 р., індекс А40 використали на моделі меншого класу — А40 Farina, ніяк не пов'язаної з «Кембриджами».
Кузов універсал (Countryman) останньої був раннім прикладом хетчбека.

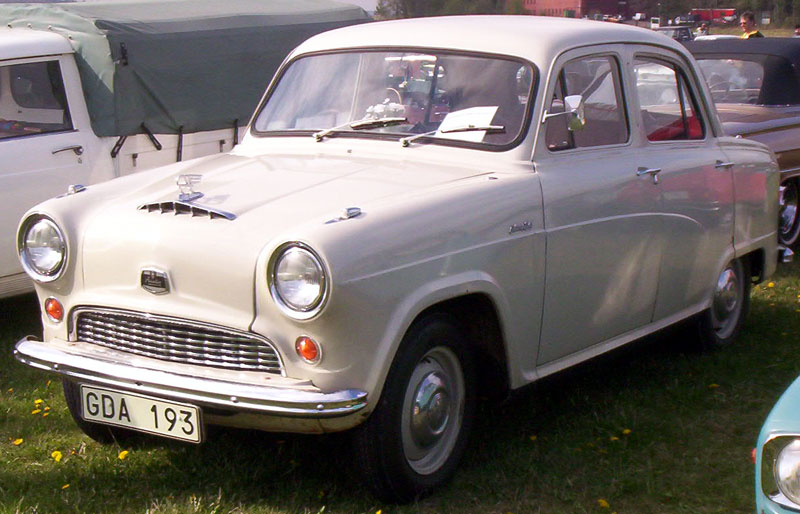
Austin A40 Cambridge 1956 р.

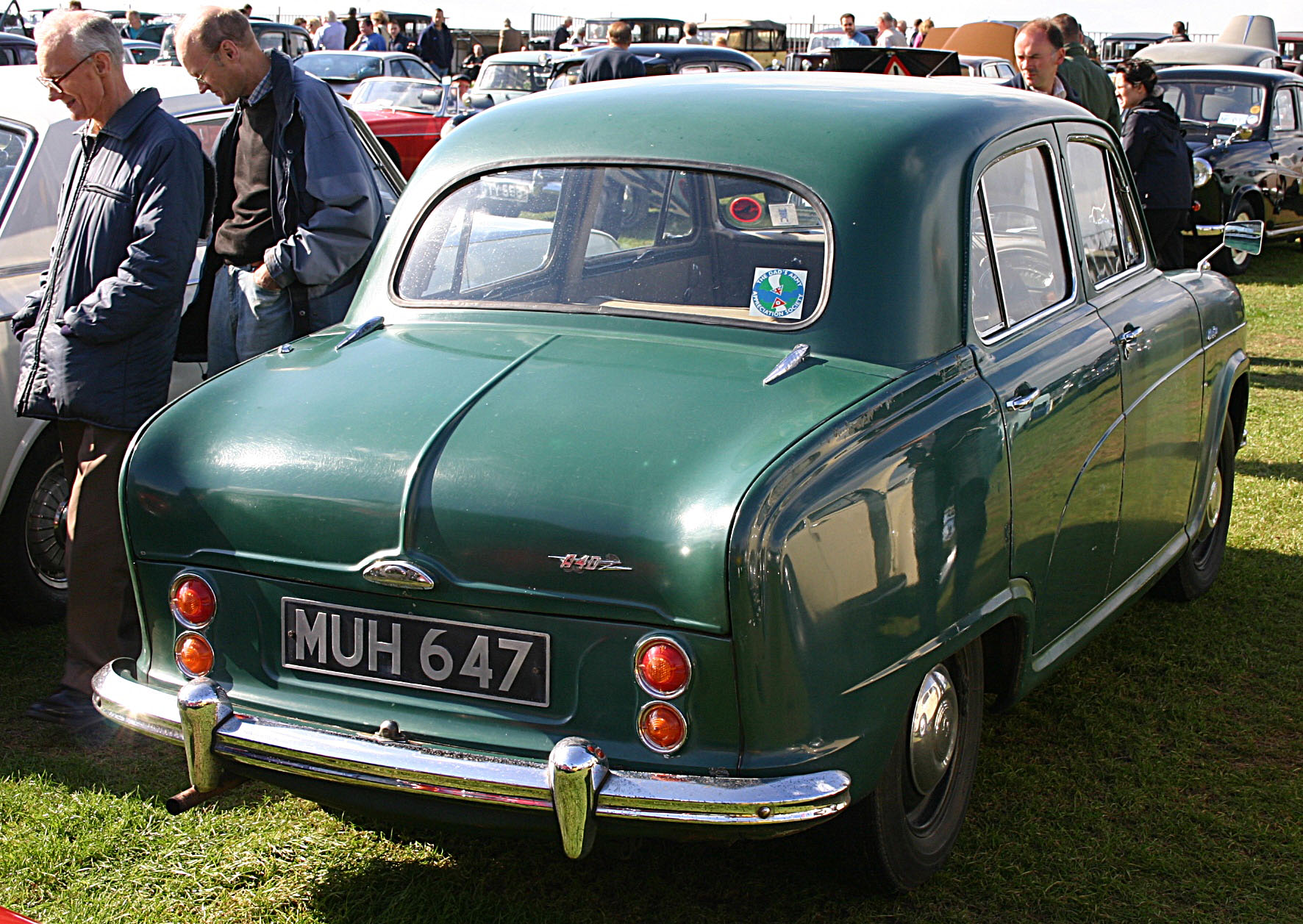
Austin A40 Cambridge, вигляд ззаду

## A50 Cambridge
Також представлений у вересні 1954 р., з ідентичним до А40 кузовом, Austin A50 Cambridge комплектувався новим 1,5-л 4-циліндровим двигуном серії «Б» потужністю 50 к.с. (37 кВт) та з карбюратором Zenith. Автомобіль продавався краще й залишався у виробництві до 1957 р. Загалом було виконано 114867 авт. А50.
Люксова версія мала опалювач, шкіряну обивку сидінь, тканинні а не гумові килимки, підлокотники на дверях, двотонний звуковий сигнал, сонячний козирок пасажира й трохи більше хромованих деталей, включно з іклами на бампері.
Як опція могла встановлюватись підвищувальна передача («овердрайв») від Borg-Warner.
Також пропонувалась напівавтоматична коробка передач (manumatic, що забезпечувала автоматичну роботу зчеплення), котра однак не стала популярною серед покупців.
У жовтні 1956 р. представили численні зміни, включно з меншими 13-дюймовими (330 мм) колесами й збільшеним до 8,3 ступенем стиску.
У 1955 р. журнал The Motor випробував люксову версію А50 Cambridge. Максимальна швидкість становила 73,6 миль/год (118,4 км/год), час розгону 0—60 миль/год (97 км/год) 28,8 с.
Витрата палива — 28 миль на імперський галон (10,1 л/100 км, 23,3 милі на амер. галон). Разом з податками тестовий автомобіль коштував £720.
Радіоприймач та годинник були опціями.
A50 Cambridge як і попередник (A40 Somerset) виготовлявся по ліцензії у Японії. Співпраця з Nissan закінчилася у 1959 р.
Загалом у Японії виконали 20855 автомобілів.
|  |  |

## A55 Cambridge
У січні 1957 р. був представлений А55 Cambridge, що мав замінити модель А50. Автомобіль мав той самий 1,5-л двигун серії «Б» від попередника, однак з більшим ступенем стиску.
Його потужність становила 51 к.с. (38 кВт) при 4250 об/хв.
Cambridge зазнав незначних змін, зокрема отримав більші багажник та заднє скло.
Кліренс знизився завдяки 13-дюймовим (330 мм) колесам, а динамічні характеристики збереглись завдяки іншому передатному числу головної передачі.
Двоколірне фарбування кузова було опцією.
До появи заміни (А55 з кузовом від Пінінфаріни) у 1959 р. було виготовлено близько 154 тис. авт.
Люксова версія А55 з напівавтоматичною коробкою передач (manumatic) була випробувана журналом The Motor у 1957 р.
Максимальна швидкість становила 77,1 миль/год (124,1 км/год), час розгону 0—60 миль/год (97 км/год) 27 с.
Витрата палива 31,6 миль на імперський галон (8,9 л/100 км, 26,3 миль на амер. галон).
Тестовий автомобіль коштував £870 (разом з податками у £291).

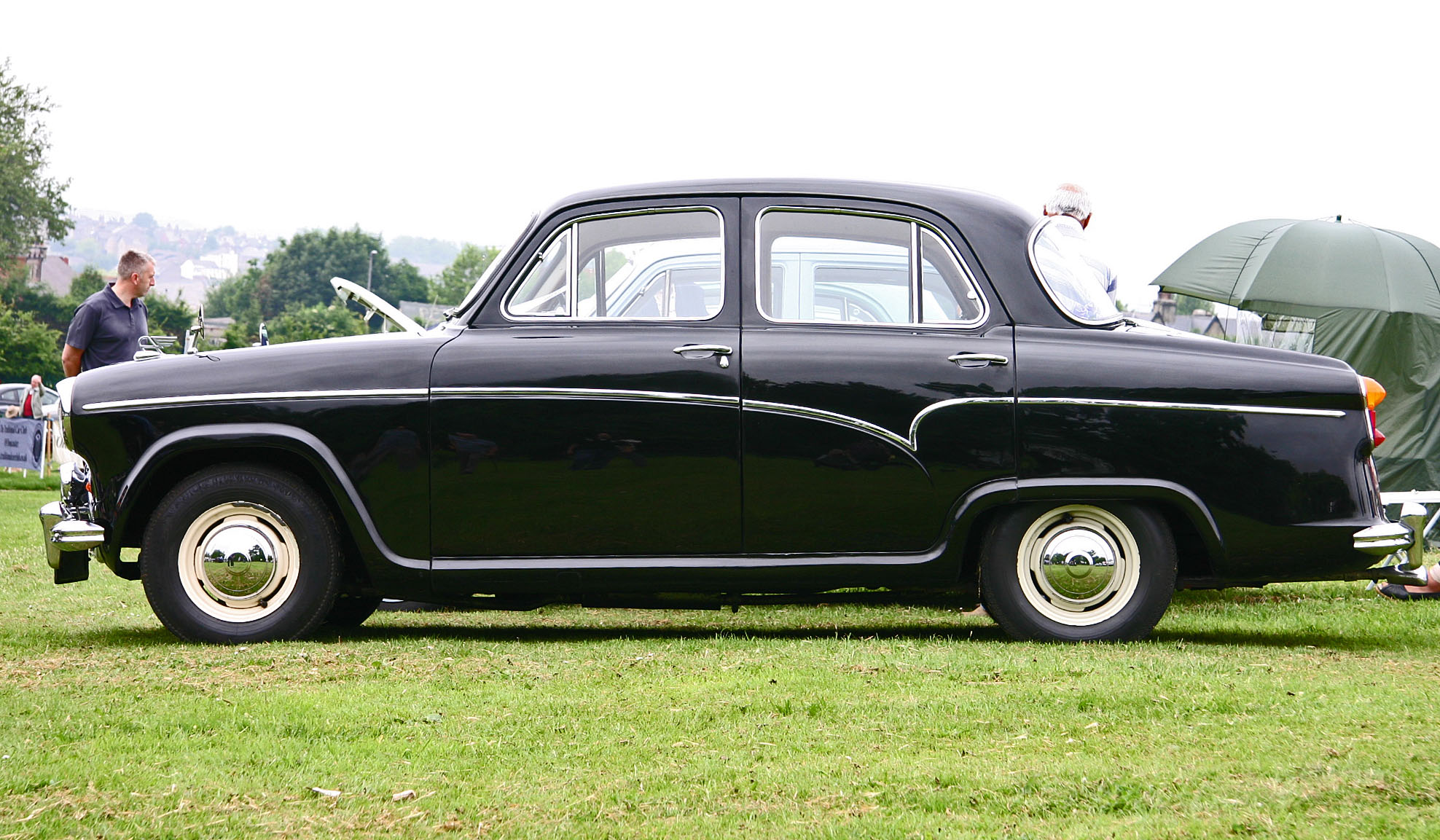
Austin A55 Cambridge in profile

### Комерційні автомобілі
Півтонні комерційні моделі на базі А55 були представлені у 1957 р. Фургон став виготовлятись з лютого, а у травні до його доповнили пікап, шасі. У тодішній торговельній літературі були присутні терміни «Austin ½ ton  фургон та пікап».

У жовтні 1962 р. були представлені нові моделі зі зміненими бамперами, хромованими боковими молдингами, 14-дюймовими колесами та різними покращеннями в салоні. Також пропонувались фургони та пікапи під маркою Morris. З вересня 1963 р. компрційні моделі комплектувались 1,622 л двигуном від седана Austin A60. Продавались вони під попередньою назвою (Austin ½ ton). Автомобілі залишались у виробництві до 1973 р.

Austin 1/2 ton pick-up (pre-facelift)
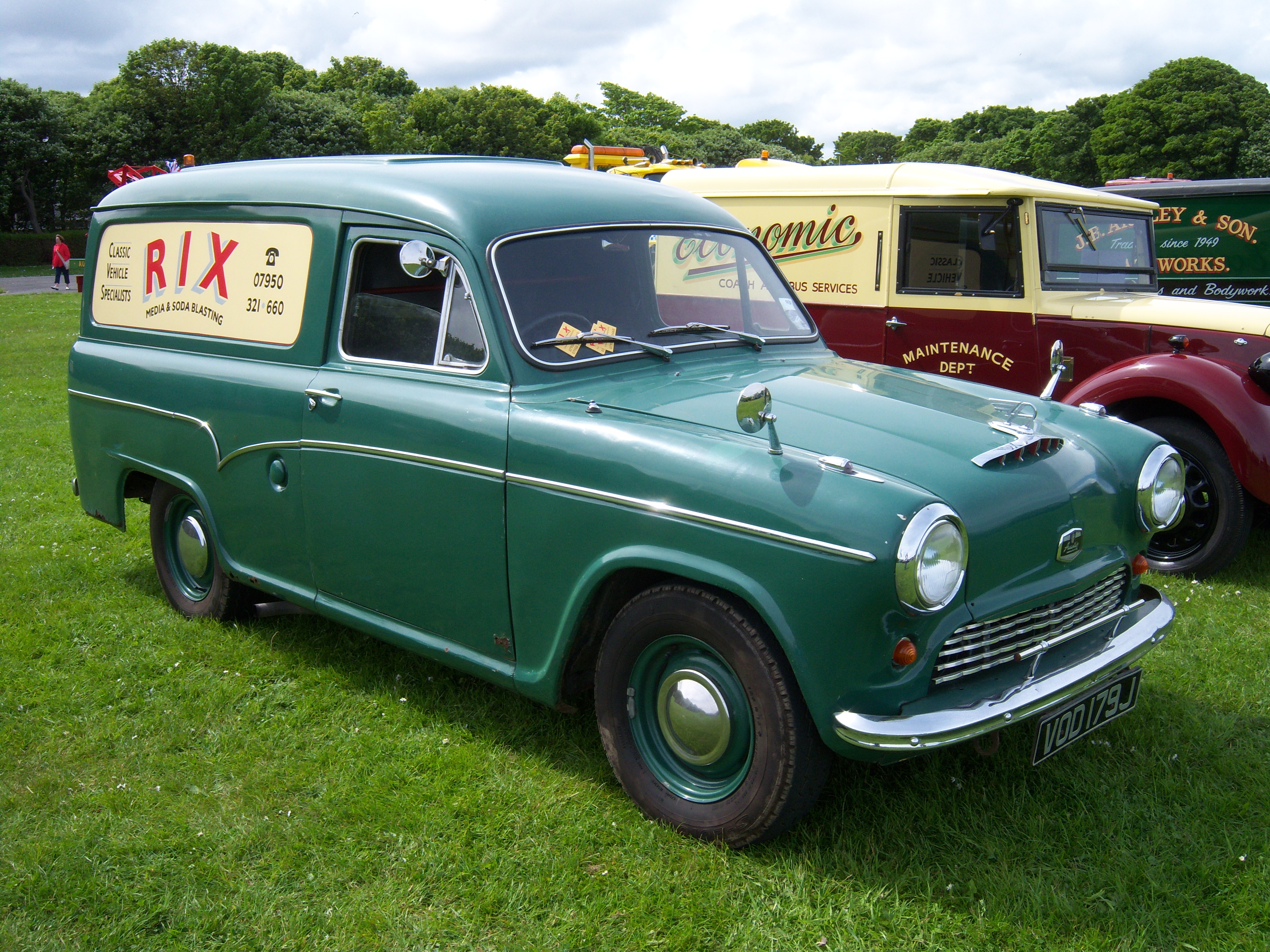
Austin 1/2 ton van (pre-facelift)
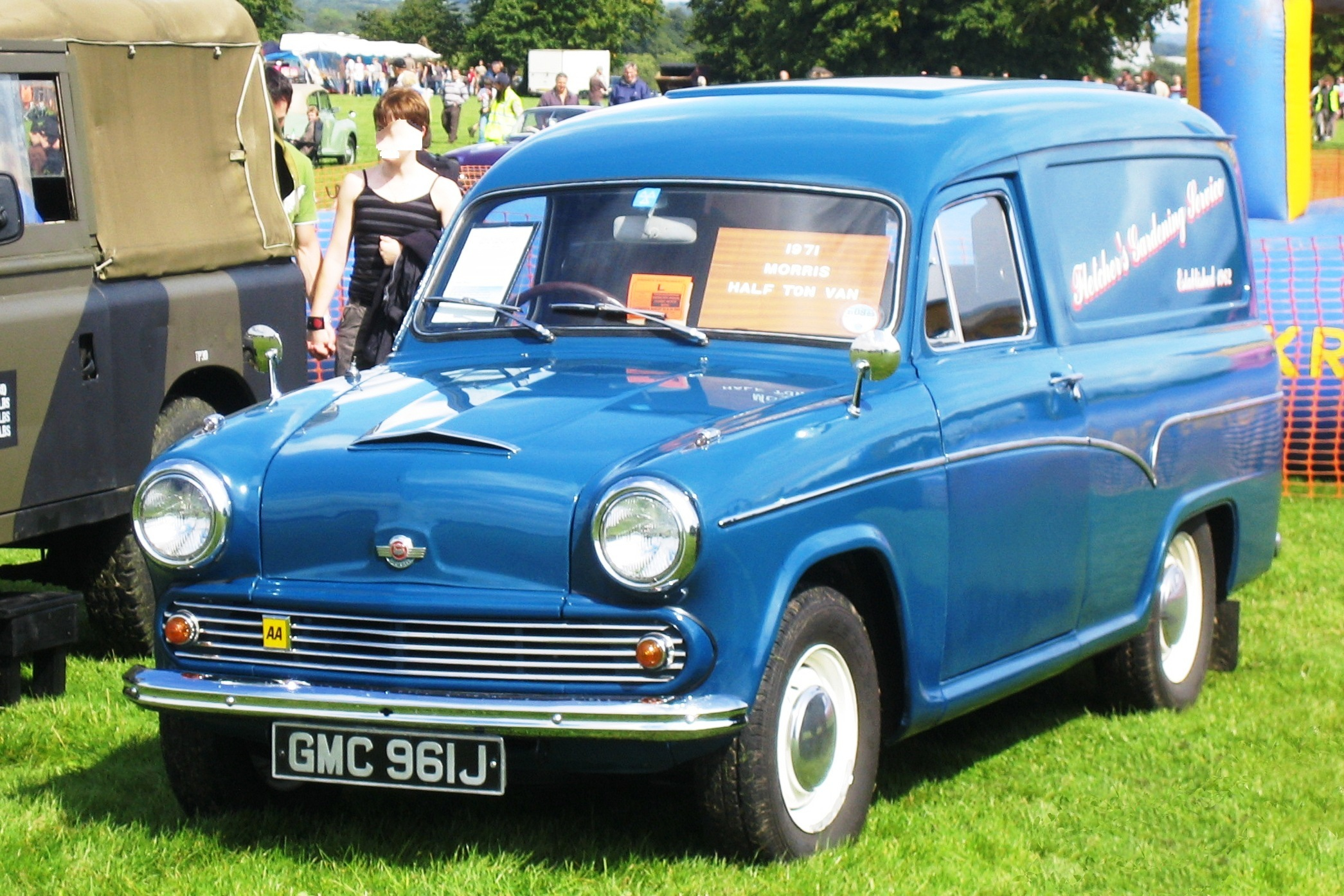
Morris 1/2 ton van

### Австралійське виробництво

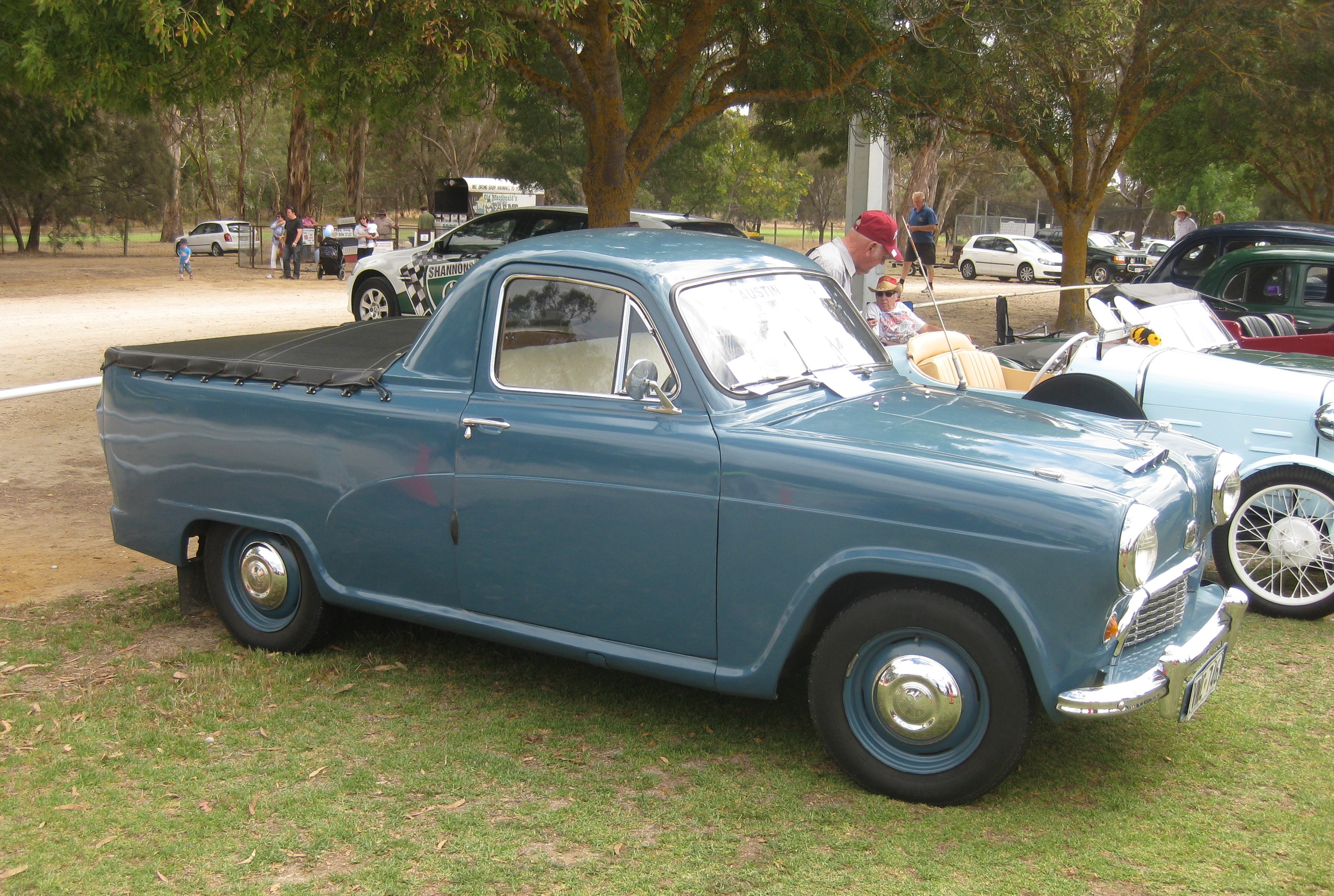
Пікап Austin A55 («утилітарне купе»)

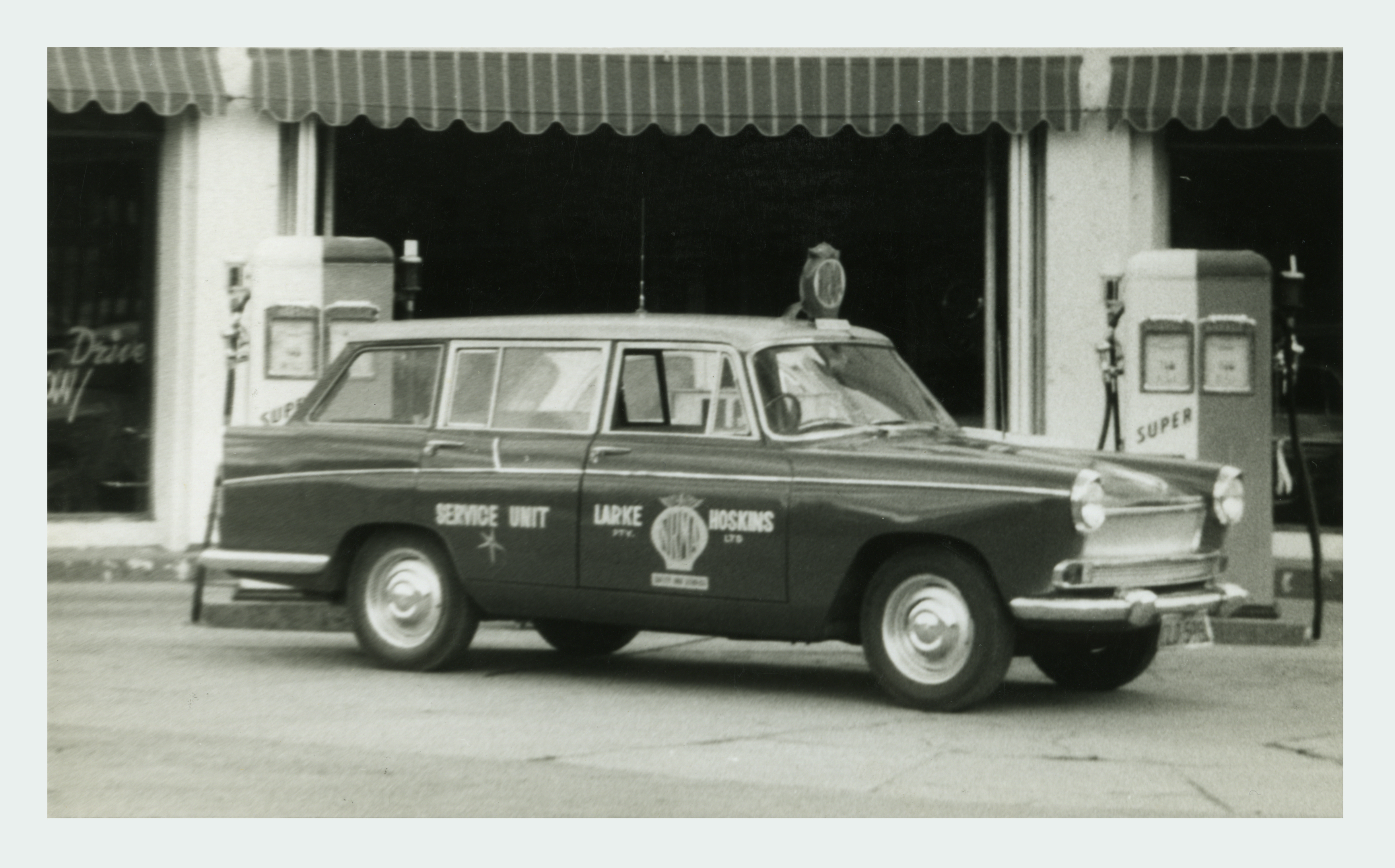
Австралійський Austin A60 універсал (station wagon)

Седан A55 Cambridge збирався підприємством BMC Australia. Пікапи створювались й збирались на Pressed Metal Corporation — дочірнім підприємством Larke, Neave and Carter, що займалось продажем Austin.

## A55 Cambridge Mark II
А55 Cambridge MKII, відомий як перша модель Farina через розробку дизайну Пінінфаріною, виготовлявся з 1959 по 1961 рр.
Являв собою Morris Oxford з іншим значком. Комплектувався попереднім 1,5-л двигуном, однак вже з двома карбюраторами SU, завдяки чому потужність становила 55 к.с. (41 кВт) при 4350 об/хв.
Близько розташовані сидіння з шкіряною обивкою давали змогу розміщуватись третій людині.
Важіль перемикання передач знаходився на кермовій колонці чи на підлозі, важіль стоянкового гальма між водійським сидінням та дверима.
Інші вдосконалення на котрих свого часу акцентувалась увага — збільшений багажник, сидіння. Опалювач встановлювався як опція.
Універсал з'явився у 1960 р. Автомобілі з такими вантажопасажирськими кузовами у марки Austin йменувались Countryman, а у Morris — Traveller.
Універсали А55 (пізня) та А60 були ідентичними, пізні моделі на відміну від седанів не мали зменшених плавців та інших задніх ліхтарів.
Підвіска була типовою для свого часу — передня: незалежна пружинна, задня: залежна на напівеліптичних ресорах.
Гальмівні механізми Girling усіх коліс були барабанними 9-дюймовими (229 мм).
Загалом було виконано 149994 авт.
А55 MKII у 1959 р. протестував журнал The Motor. Максимальна швидкість становила 75,5 миль/год (121,5 км/год), час розгону 0—60 миль/год (97 км/год) 24,5 с.
Витрата палива — 31 милі на імперський галон (9,1 л/100 км, 25,8 миль на амер. галон).
Тестовий автомобіль коштував £878 (разом з податками у £293).
|  |  |

### Австралійське виробництво
З 1959 р. А55 MKII виготовлявся у Австралії під назвою А60 (комплектуючись 4-циліндровим двигуном з робочим об'ємом 1,622 л). Австралійське виробництво автомобіля з потужнішим двигуном випередило британське на два роки. У 1962 р. А60 змінила модель з шестициліндровим 2,433-л двигуном. Вона продавалась під назвою Austin Freeway й виготовлялась ВМС Australia до 1965 р.

## A60 Cambridge
У жовтні 1961 р. була представлена модель А60 з новим 1,6-л агрегатом, що був версією чотирициліндрового двигуна серії «Б» (спочатку встановлювався на MGA).
Його потужність — 61 к.с. (45 кВт) при 4500 об/хв. Оновлений вигляд містив хромовані молдинги, зменшені плавники задніх крил.
Збільшилась колісна база та колія. Остання давала змогу трьом пасажирам розміщуватись на задніх сидіннях.
Як у передній так і у задній підвісках з'явились стабілізатори (поперечної стійкості).
Також пропонувався універсал з бензиновим двигуном.
Експортну дизельну версію представили у 1961 р., у Сполученому Королівстві вона стала доступна з 1962 р.
Ранні моделі з механічною коробкою передач мали як опцію важіль перемикання на кермі.
Трисхідчаста автоматична коробка передач Borg Warner Type 35 з селектором на кермовій колонці стала опцією (дана модель вперше на британському автомобілі). Варіант з дизельним 1,5-л двигуном для таксі був представлений у листопаді 1962 р.
Через потужність всього у 40 к.с. (30 кВт) максимальна швидкість становила 110 км/год (68 миль/год).
А60 Cambridge продавався добре, й до закінчення виробництва у 1969 р. було виготовлено 276534 авт.
У 1964 р. з'явився наступник передньопривідний Austin 1800, котрий однак не мав комерційного успіху через що виробництво A60 Cambridge (на заводі Morris у Коулі) продовжилось до 1969 р.
Седани Austin А60, що збирались у Ірландії (Brittain Smith of Portobello, Dublin 2) можна було розпізнати за задніми ліхтарями від Morris Oxford VI серії.
Останній такий автомобіль виконали у 1970 р., хоча існувало кілька зареєстрованих у 1971 р.
У квітні 1969 р. модель А60 Cambridge замінив Austin Maxi, в той час як Oxford продовжував виготовлятись до початку 1971 р. Останнього замінив Morris Marina.
Використання автомобіля як таксі було поширеним не тільки у Великій Британії, а й у Китаї (Гонконгу) причому у більшій мірі.
У 1967 р. модифікікації таксі становили 17 % від обсягу проданих Austin A60, завдяки чому автомобілі BMC складали 28 % всього ринку Гонконгу.
У 1961 р. журнал The Motor випробував дві модифікації А60 — з механічною та автоматичною коробкою передач.
У варіанта з механічною коробкою максимальна швидкість становила 80,4 милі/год (129,4 км/год), час розгону 0—60 миль/год (97 км/год) 19,8 с.
Витрата палива — 25,1 милі на імперський галон (11,3 л/100 км, 20,9 миль на амер. галон). Тестований автомобіль коштував £883, з якотрих £278 податки.
Версія з автоматичною коробкою виявилась трохи повільнішою: максимальна швидкість складала 77,9 миль/год (125,4 км/год) і час розгону 0—60 миль/год (97 км/год) 24,9 с.
Витрата палива — 28,9 миль на імперський галон (9,8 л/100 км, 24,1 милі на амер. галон). Автомобіль коштував £982 (разом з податками у £309).
|  |  |